# 치아구 아우베스
치아구 아우베스 다라우주(브라질 포르투갈어: Thiago Alves d'Araujo, IPA: [tʃiˈaɡu ˈawvis], 1983년 10월 3일 ~ )는 브라질의 종합격투기 선수이다. UFC 웰터급에서 활동중인 선수이다.